# Spécificité et sélectivité
 (mars 2013).
Si vous disposez d'ouvrages ou d'articles de référence ou si vous connaissez des sites web de qualité traitant du thème abordé ici, merci de compléter l'article en donnant les références utiles à sa vérifiabilité et en les liant à la section « Notes et références ».
Pour les articles homonymes, voir spécificité, sélectivité et sensibilité et spécificité en statistique et traitement du signal.
En chimie, une réaction est spécifique si le résultat dépend du réactif, soit parce que la nature du produit en découlera, soit parce que le mécanisme nécessite un arrangement particulier des atomes impliqués, donnant un produit particulier, sans quoi il ne fonctionnera pas.
En opposition, une réaction est sélective s'il y a prépondérance d'un seul produit entre plusieurs produits rendus possibles par un même mécanisme (qui sera donc non spécifique), ou résultant de plusieurs mécanismes, spécifiques ou non, en compétition.

## Chimiospécificité et chimiosélectivité
Un mécanisme est dit chimiospécifique s'il ne fonctionne que sur une sorte de groupement ou s'il donne différents résultats selon la nature du groupement.
Exemples :
- l'oxydation de Swern ne fonctionne qu'avec les groupements alcools et est donc chimiospécifique[1] ;
- le tétrahydruroaluminate de lithium LiAlH4 opère un ajout d'hydrure sur plusieurs types de groupements et l'ajout d'hydrure n'est donc pas chimiospécifique, bien que les vitesses des réactions avec ces différents groupements puissent être très différentes.

Une réaction est chimiosélective si elle exerce une préférence entre produits rendus possibles par un même mécanisme agissant sur un même groupement ou sur différents groupements dans une même molécule, ou encore lors d'une compétition entre différentes molécules portant chacune un groupement différent. 
Exemples :
- la réaction de substitution nucléophile par l'ion cyanate peut donner un composé cyanate ou isocyanate par le même mécanisme de substitution, mais la réaction dans un solvant peu polaire sera chimiosélective et donnera surtout un isocyanate ;
- l'acétalisation procède par un mécanisme qui ne fait pas de différence entre aldéhydes et cétones. Mais étant plus rapide avec un aldéhyde qu'avec une cétone, la formation d'un acétal par réaction entre un diol et un aldéhyde ou une cétone sera chimiosélective si la quantité du diol est restreint. De même façon, un mélange de deux substrats, l'un portant un groupement aldéhyde et l'autre un groupement cétone, donnera surtout l'acétal de l'aldéhyde si le diol est limitant. Si le diol est en excès, les deux groupements réagiront, mais la cétone réagira moins vite.

Il en découle qu'un mécanisme ne peut pas être chimiosélectif.

## Régiospécificité et régiosélectivité
La régiospécificité est un terme le plus souvent utilisé abusivement, désignant surtout des réactions hautement régiosélectives. Dans son sens strict, un mécanisme régiospécifique ne fonctionnerait qu'à un site particulier dans une même molécule ou au sein d'un même fragment moléculaire et il n'y aurait pas d'analogue sans cette spécificité. Cependant, il est souvent difficile de faire la différence entre régiospécificité et chimiospécificité quand il s'agit de fonctionnalités différentes qui sont nécessairement à différents endroits dans une même molécule.
Exemples :
- les réactions de substitution nucléophile aromatique (SNAr) sont régiospécifiques, pourvu qu'il y ait un nucléofuge (ou groupe partant) en position ortho ou para par rapport à un groupe fonctionnel accepteur π, car le nucléophile attaque seulement le carbone portant le groupe partant ;

- le réarrangement de Claisen lie seulement les atomes terminaux d'un groupement éther allylique et vinylique et délie seulement la liaison C-O du côté allylique, bien que d'autres liaisons auraient pu être faites ou défaites, et ne mettrait pas en jeu un groupement alcène ailleurs dans la molécule, ni un autre groupement éther. Toutefois, ce qui compte est la présence de l'ensemble éther allylique et vinylique et la localisation de cet ensemble dans la molécule n'agit pas, et donc ce réarrangement pourrait être classifié simplement comme chimiospécifique.

La régiosélectivité se manifeste dans les cas où il y a sélection possible entre les produits de réaction par un même mécanisme qui ne diffèrent que par leur positionnement dans une même molécule, lequel ne dépend pas du mécanisme, ou par des mécanismes différents à vitesses différentes. Si les groupements susceptibles faisaient partie de molécules séparées, chacune réagirait mais possiblement à vitesses différentes. Ici aussi, il est parfois difficile de distinguer régio- et chimiosélectivité.
Exemples :
- le pent-1-ène peut réagir avec l'eau H2O pour donner deux alcools isomères (pentan-1-ol et pentan-2-ol), et la réaction d'hydratation en catalyse acide est régiosélective en donnant surtout le pentan-2-ol (règle de Markovnikov) parce que les deux cations intermédiaires rendus possibles par le mécanisme diffèrent en ce qui concerne leur stabilité. La séparation des deux sites donnerait l'éthylène et le but-2-ène, qui tous deux réagiraient mais à vitesses différentes ;
- la bromation par voie radicalaire est régiosélective dans le sens qu'elle préfèrera un site allylique ou propargylique à tout autre, alors qu'en absence d'un tel site, elle préfèrera agir sur un C-H tertiaire que sur les sites secondaires ou primaires ;
- l'addition d'un cuprate sur une cétone α, β-insaturée est régiosélective car le cuprate choisit entre deux sites de réaction possibles, mais on peut aussi dire qu'elle est simplement chimiosélective parce que les deux sites sont différents du point de vue électronique et parce que le cuprate réagirait mal avec une cétone isolée et pas du tout avec un alcène isolé ;
- les réactions de substitution électrophile aromatique (SEAr) sur les benzènes substitués sont régiosélectives, les groupes fonctionnels électro-donneurs favorisant les substitutions aux positions ortho et para (et l'encombrement stérique peut orienter la réaction davantage vers le produit substitué en position para), alors que les groupes fonctionnels électro-accepteurs favorisent les substitutions aux positions méta.

On serait peut-être tenté de qualifier de régiospécifique l'addition d'un nucléophile sur un groupement carbonyle parce que le nucléophile attaque l'atome de carbone et non pas l'atome d'oxygène. En vérité, il s'agit de régiosélectivité parce que ce n'est pas le mécanisme qui dicte le sens de l'addition, mais bien la différence en stabilité des deux produits possibles.
Il en découle qu'un mécanisme ne peut pas être régiosélectif.

## Stéréospécificité et stéréosélectivité
Un mécanisme de réaction est stéréospécifique si le résultat dépend de la stéréochimie du réactif, soit parce que la stéréochimie du produit en découlera, soit parce que le mécanisme nécessite un arrangement spatial particulier des atomes impliqués, donnant un produit à stéréochimie particulière, et ne fonctionnera pas autrement.
Exemple :
- le mécanisme de substitution nucléophile SN2 cause une inversion de la stéréochimie d'un centre sp3 et est stéréospécifique, alors que le mécanisme SN1 ne l'est pas. Si une réaction de substitution nucléophile ne donne pas une inversion totale, c'est qu'il y a compétition entre ces deux mécanismes.

Si un mécanisme implique plus d'un centre réactionnel, elle peut être diastéréospécifique si deux composés de départ qui partagent une relation de diastéréoisomérie (qui sont diastéréoisomères) donnent des résultats différents (soit des produits différents, soit pas de réaction par l'un des diastéréoisomères, soit des produits de mécanismes différents). 
Exemples :
- le mécanisme d'élimination E2 classique procède par une disposition anti du H par rapport au groupe partant X dans un groupement H-C-C-X[2] ;
- l'hydrogénation dépose les éléments du H2 de façon syn sur un groupement alcène ou alcyne.

Une réaction est dite stéréospécifique si elle procède uniquement par un mécanisme stéréospécifique, mais comme le mot réaction désigne aussi le résultat d'un mélange donné de réactifs, ce qui peut procéder par plus d'un mécanisme (stéréospécifiques ou non), la désignation réaction stéréospécifique peut porter à confusion. Malheureusement, ce terme est souvent et erronément utilisé pour désigner une réaction hautement stéréosélective, alors que la sélectivité ne dépend pas du mécanisme.
Par contre, on dit d'une réaction qu'elle est stéréosélective si elle donne une prépondérance d'un produit à stéréochimie particulière plutôt qu'à un autre stéréoisomère, c'est-à-dire qu'il y a préférence entre deux (ou plus de deux) produits rendus possibles par un même mécanisme (un mécanisme donc non spécifique). Souvent, il s'agit d'une réaction qui crée un centre stéréogène. La préférence ne dépend pas du mécanisme mais d'autres facteurs, par exemple l'accès au centre réactionnel et l'encombrement stérique ou un contrôle orbitalaire à l'état de transition, dans le cas du contrôle cinétique, ou la stabilité du produit dans le cas du contrôle thermodynamique. Si un mélange de réactifs stéréopurs donne des produits stéréo-impurs, ce sera parce que la réaction procède par un mécanisme non stéréospécifique ou par un mélange de mécanismes en compétition dont au moins un n'est pas stéréospécifique.
De même, une réaction peut être diastéréosélective (ou énantiosélective) si elle exerce une préférence entre deux (ou entre plus de deux) produits possibles qui partagent une relation de diastéréoisomérie (ou d'énantiomérie). Par exemple, la réduction d'un groupement carbonyle peut générer un centre chiral, et donc donner une prépondérance d'un énantiomère si le réducteur est énantiopur, ou donner une prépondérance d'un diastéréomère en présence d'un centre chiral voisinant et préexistant, surtout si le réducteur est encombré.
Exemples :
- l'époxydation asymétrique des alcools allyliques de Katsuki et Sharpless est énantiosélective. Comme la source de la chiralité (un diester tartrique) peut être remplacée par son énantiomère, l'époxydation résultante donnera l'énantiomère comme produit majeur ;
- la règle de Cram[3] peut prédire quel diastéréomère dominera la réaction de réduction par le tétrahydruroborate de sodium NaBH4 d'un groupement cétone voisin d'un centre chiral. Cette diastéréosélectivité ne dépend pas de la pureté optique du substrat, ni même qu'il soit optiquement actif.

Il en découle qu'un mécanisme ne peut pas être stéréosélectif, diastéréosélectif ni énantiosélectif. Alors qu'une réaction sélective sélectionne entre deux isomères possibles provenant d'un même composé de départ, un mécanisme spécifique sélectionne entre deux composés de départ isomériques et spécifie son destin.
Un mécanisme ne peut pas être énantiospécifique. Pour qu'il existe un tel mécanisme, il faudrait qu'il procède d'une manière avec un substrat énantiopur, qu'il agisse différemment ou pas du tout avec son énantiomère, et qu'il n'y ait pas de réaction analogue en absence d'énantiomérie. Une réaction qui produit un énantiomère plutôt que l'autre, par l'entremise d'un catalyseur ou d'un enzyme ou d'un réactif énantiopur, est énantiosélective. Ce n'est pas le mécanisme qui dicte le résultat, puisque l'énantiomère du catalyseur (ou de l'enzyme ou du réactif) donnerait le produit à énantiomérie opposée par le même mécanisme. Une réaction énantiosélective de la sorte aura toujours un analogue non énantiosélectif procédant par le même mécanisme (qui sera une réaction de substitution, addition, élimination, etc. sans référence à l'énantiomérie) ; la sélectivité qu'une réaction énantiosélective exerce ne dépend pas du mécanisme, mais plutôt d'autres facteurs qui ralentissent l'apparition du produit énantiomérique. De toutes façons, de telles réactions ne procèdent jamais avec une sélectivité absolue.